# Rio Chenţu
O Rio Chenţu é um rio da Romênia, afluente do Drăgan, localizado no distrito de Bihor.